# Odezia denigrata
Odezia denigrata là một loài bướm đêm trong họ Geometridae.